# Manuel Pereira (escultor)
Manuel Pereira (Porto 1588 — Madrid 1683) foi um escultor português. 

## Biografia
Realizou grande parte da sua obra em Madrid, Espanha. São dele, documentadas, as duas imagens (São Domingos e São Pedro Mártir) do arco triunfal da igreja do antigo Convento de São Domingos de Benfica, hoje Igreja de Nossa Senhora do Rosário, afecta ao Serviço de Assistência Religiosa (SAR) da Força Aérea Portuguesa (FAP). São-lhe atribuídas as imagens de Cristo na Cruz e de Nossa Senhora do Rosário das capelas de topo do transepto.

## Obras

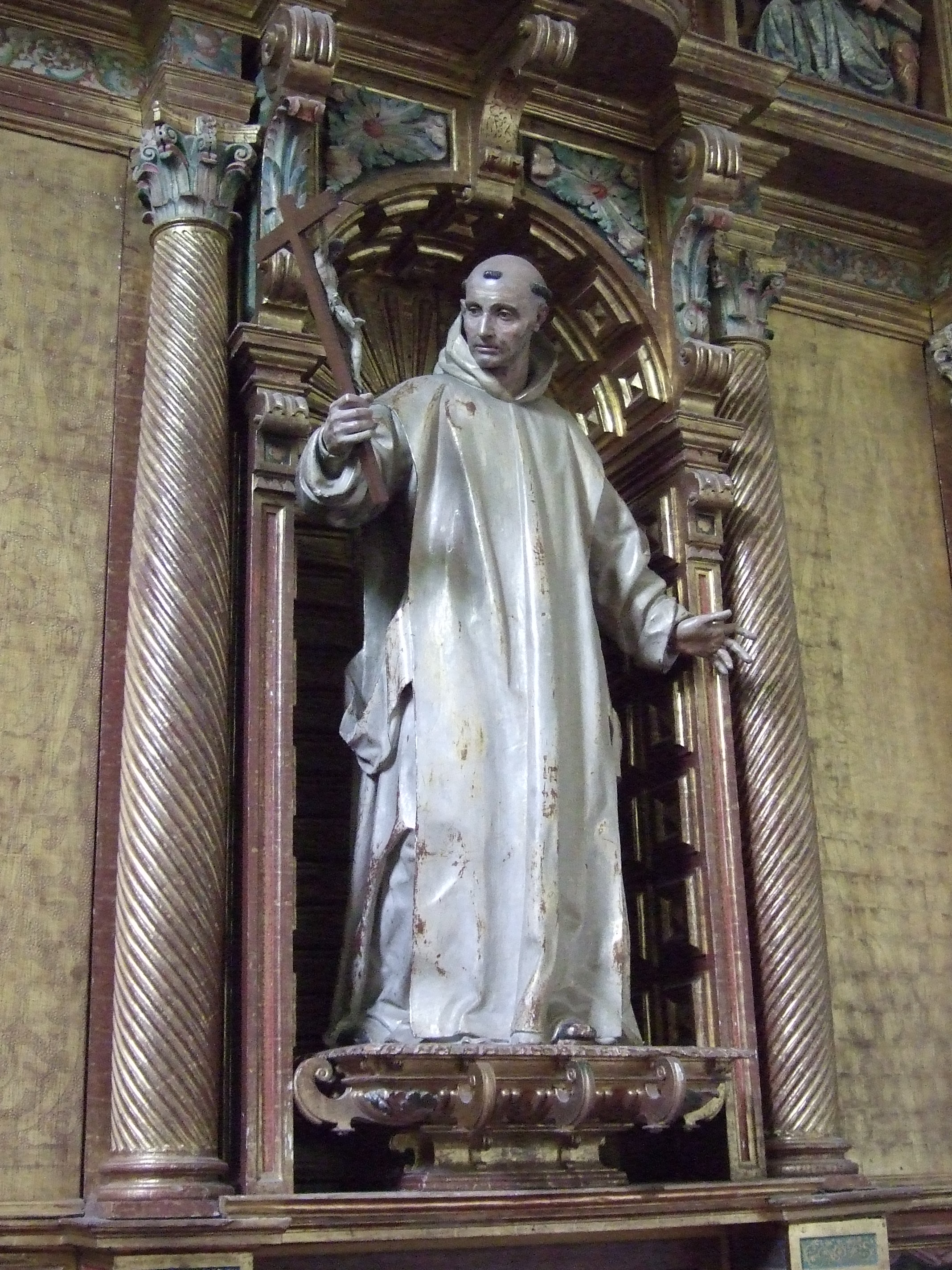
Cartusiana de Miraflores (Burgos) - São Bruno de Manuel Pereira

- São Bruno, Cartusiana de Miraflores (Burgos).
- São Bruno, Real Academia de Belas-Artes de São Fernando (Madrid).
- Santo António de Pádua, Iglesia de Santo Antônio (Madrid)
- Crucificação, Iglesia de São Juan de Rabanera (Soria).
- Virgem do Rosário, São Domingos de Benfica (Lisboa).

## Leituras adicionais
- Martín Gonzalez, Juan José.  (1983) Escultura barroca en España, 1600 – 1700. Ediciones Cátedra.  ISBN 84-376-0392-7. (em castelhano)
- ALMEIDA[-VISEU] (OP), (Fr.) António-José de (1999) - «Imagines Sacrae» no Convento de São Domingos de Benfica. Lisboa: Universidade de Lisboa, Faculdade de Letras, 1999. 2 vols. Tese de Mestrado em História da Arte (policopiada).
- ALMEIDA[-VISEU] (OP), (Fr.) António-José de (2003) - “El escultor Manuel Pereira y un milagro de Fray João de Vasconcelos, O.P., predicador de Felipe IV”. In rev. Reales Sitios. Madrid: Patrimonio Nacional. ISSN 0486-0993. Año XL (2003), nº 157 (3er. trimestre), pp. 20- 31.